# ボックスカー

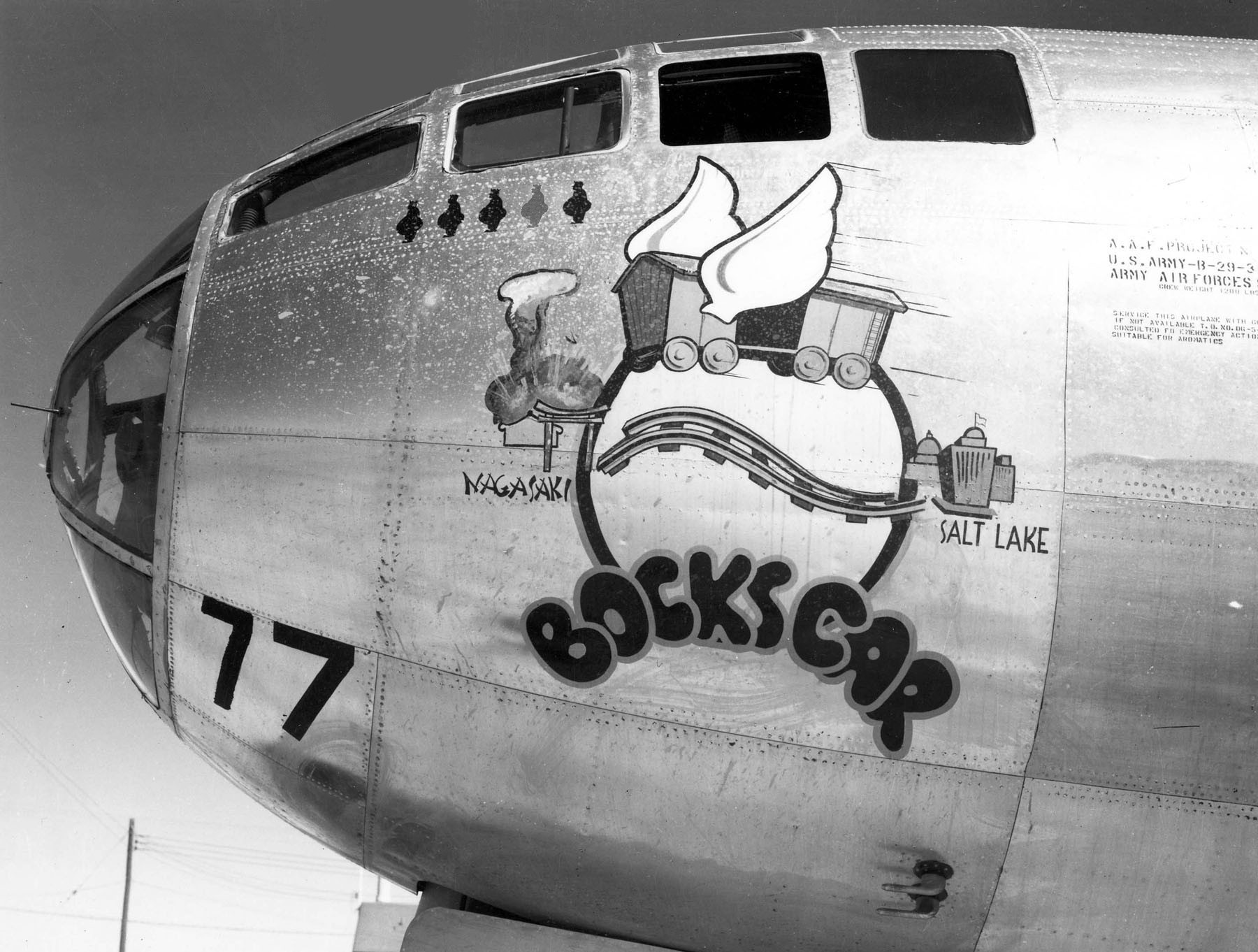
ボックスカー機首部分のノーズアート

ボックスカー（Bockscar）は、第二次世界大戦時のアメリカ軍第509混成部隊に所属したB-29爆撃機の機名（機体番号44-27297）。ビクターナンバー　77
1945年8月9日に長崎県長崎市に原子爆弾「ファットマン」を投下したことで知られる。

## 爆撃投下作戦
攻撃当日ボックスカーは、「グレート・アーティスト」の機長チャールズ・スウィーニー少佐と副操縦士チャールズ・ドナルド・オルベリー大尉、フレッド・オリビ中尉によって操縦された。
作戦では第一目標は福岡県小倉市（現北九州市）であり、爆撃当日も原爆投下機であるボックスカーより先に離陸し、天候観測機を務めていた「エノラ・ゲイ」からの報告でも天候に問題はなく、爆撃可能との報告を受けていたことから、ボックスカーも小倉爆撃を目的として作戦を行っていた。しかし、小倉市到着後に爆撃経路進入に3回失敗、その間に天候も悪くなり、迎撃機も確認されたことから、目標を第二目標である長崎市に変更した。
ボックスカーはテニアン島を離陸する時から、爆弾倉に装備した予備タンクの燃料ポンプが故障しており、残燃料に余裕がなかったことから爆撃航程をやり直す余裕はなく、1回目の爆撃航程の際に雲の切れ間から目視できた地点（本来の投下予定地点より北西の地点）に原爆を投下した。

## 機体

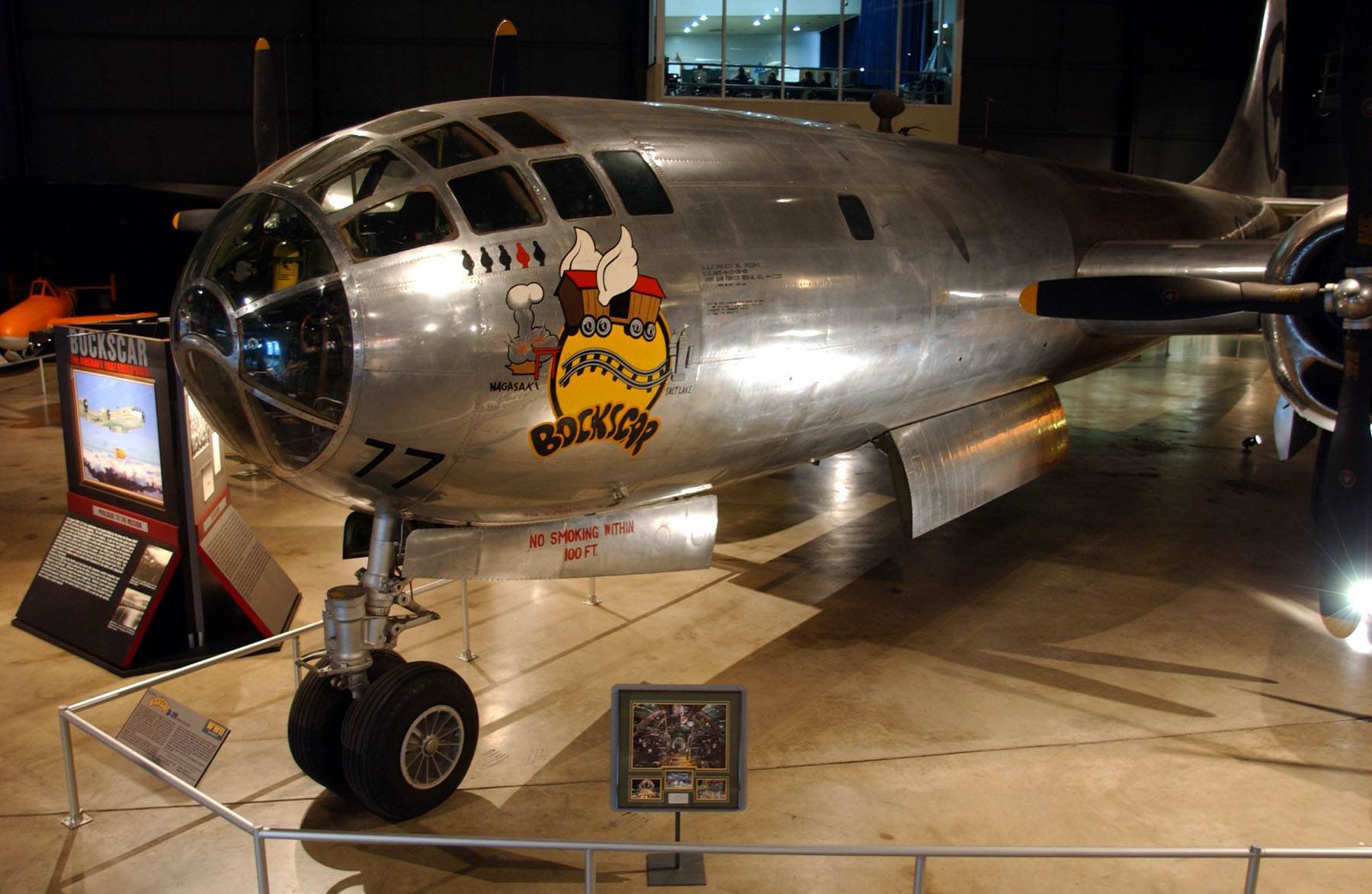
国立アメリカ空軍博物館に展示されるボックスカー

製造モデル番号はB-29-36-MO、機体番号は44-27297。ビクターナンバー77。15機製造された原爆投下作戦用の機体（シルバープレート）の1機で、ネブラスカ州オマハにあったマーティンの工場で製造された。
機体愛称は「ボックス・カー（Bocks Car）」あるいは「ボックス・カー（Bock's Car）」ともしばしば呼ばれる。しかし、機体に描かれた実際の綴りは「Bockscar」だった。これは、通常作戦時の機長フレデリック・ボックにちなんだ「Bock's car（ボックの車）」と、「ボックスカー（boxcar、有蓋貨車）」をかけた駄洒落である。
1945年3月10日に陸軍航空軍に引き渡され、ユタ州ウェンドーバーにあった第509混成部隊に配備された。6月17日にテニアンに到着、8月1日に防諜の理由からビクターナンバーを7から77に変更した。第二次世界大戦終結後の11月、第509混成部隊がニューメキシコ州ロズウェルに帰還。1946年8月まで同部隊に配備された後、アリゾナ州デビスモンサン基地に保管された。その後、1961年9月26日にオハイオ州デイトンの国立アメリカ空軍博物館に運ばれ、ファットマンの複製とともに展示されている。

## 乗組員（通常時）

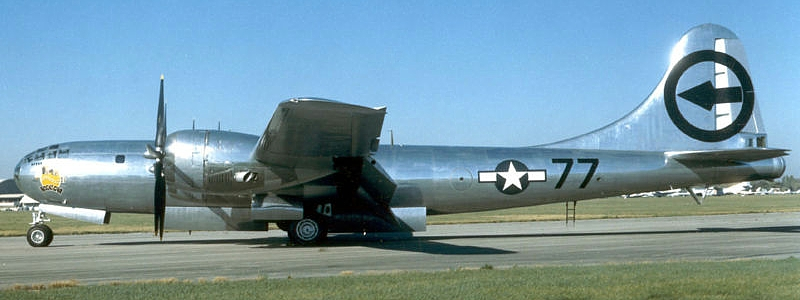
ボックスカー。垂直尾翼に描かれた矢印は所属を表すテールコード。初期表示

- 機長：フレデリック・ボック（Frederick C. Bock ）[4]
- 副操縦士：ヒュー・C・ファーガソン（Hugh C. Ferguson）[5]

- 航法士：レオナルド・A・ゴドフリー（Leonard A. Godfrey）[6]
- 爆撃士：チャールズ・レヴィー（Charles Levy）[7]

- 無線通信士：ラルフ・D・カリー（Ralph D. Curry）[8]

- 航空機関士：ロデリック・F・アーノルド（Roderick F. Arnold）[9][10]

- 銃座担当士・副航空機関士：ラルフ・D・ビランジャー（Ralph D. Belanger）[11]

- レーダー担当士：ウィリアム・バーニー　(William C. Barney)[12]
- 後部銃座担当士：ロバート・J・ストック（Robert J. Stock）[13]

## 乗組員（原爆投下時）

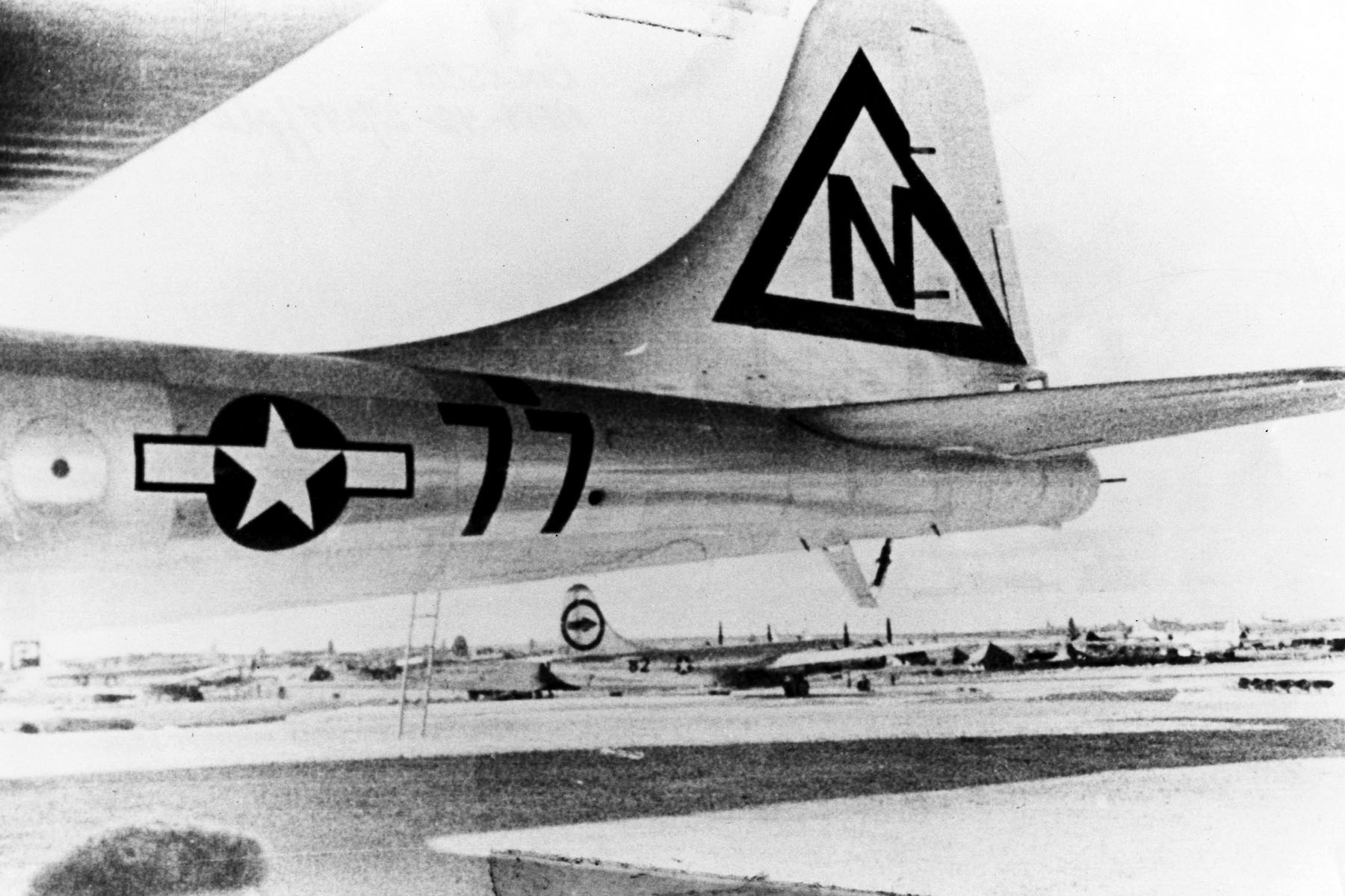
長崎出撃時のボックスカー。テールコードが矢印からトライアングルN に変更されている

原爆投下時は「グレート・アーティスト」の乗員クルー C-15（Crew C-15）が乗り組んだ。

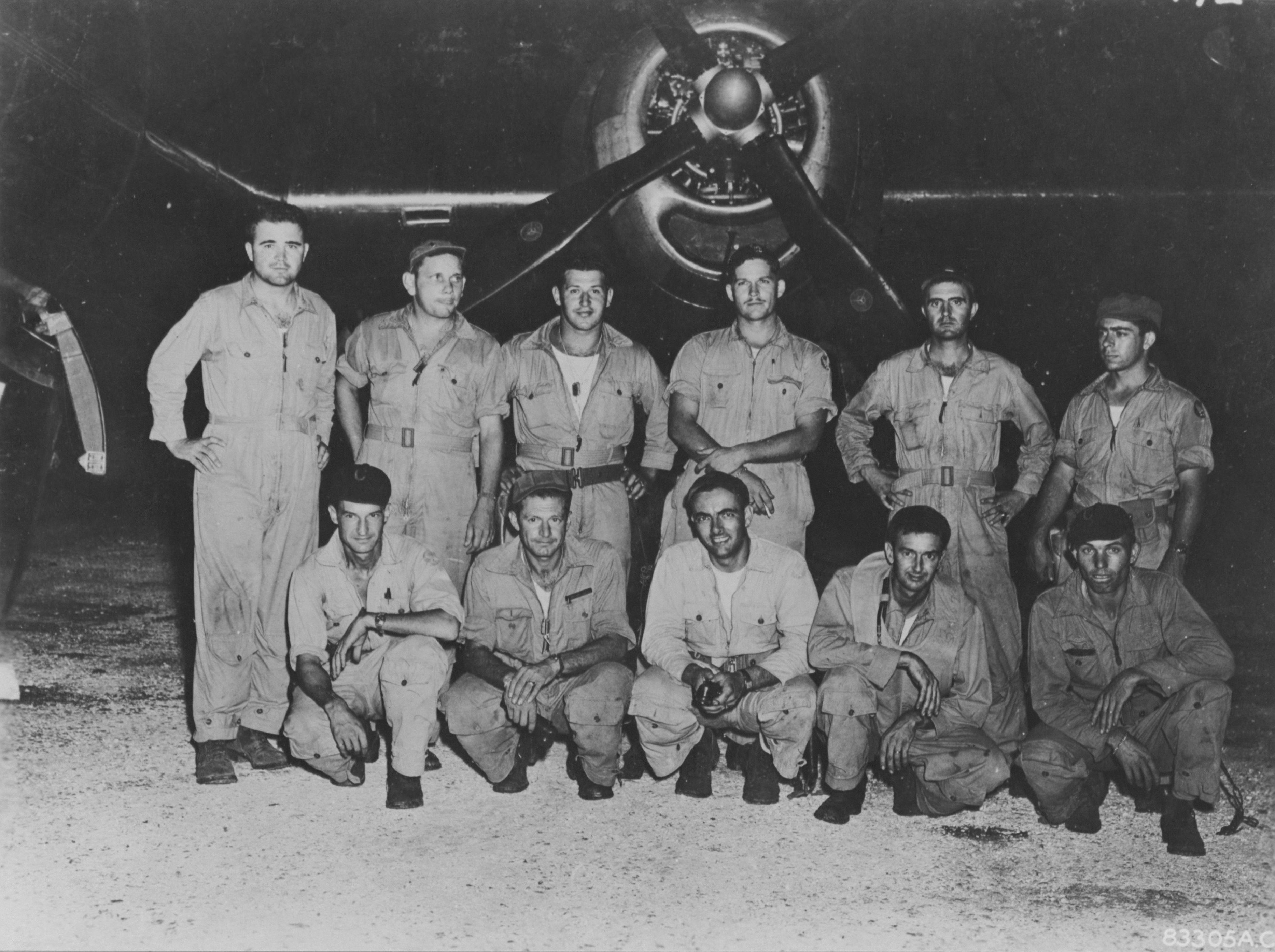
8月9日、出発直前のボックスカー搭乗員（ただし、バーンズ、アッシュワースは写っていない）。
（上段、左から）スウィーニー、アルバリー、オリヴィ、ビーハン、バンペルト、ビーザー
（下段、左から）クハレク、スピッツァー、ギャラガー、バークレイ、デハート

- 機長：チャールズ・スウィーニー（Charles W. Sweeney）
- 副操縦士：チャールズ・ドナルド・アルバリー（Charles Donald Albury）
- 副操縦士：フレッド・オリヴィ（Fred Olivi）
- 航法士：ジェームス・バンペルト（James Van Pelt）
- 爆撃士：レイモンド・カーミット・ビーハン（Raymond "Kermit" Beahan）
- 無線通信士：エイブ・スピッツアー（Abe Spitzer）
- 航空機関士：ジョン・D・クハレク（John D. Kuharek）
- 銃座担当士・副航空機関士：レイ・ギャラガー（Ray Gallagher）
- レーダー担当士：エドワード・バークレイ（Edward Buckley）
- 後部銃座担当士：アルベルト・デハート（Albert Dehart）

以下は同乗した軍人
- 海軍中佐：フレデリック・L・アッシュワース（Frederick L.Ashworth ）
- 兵装助手：フィリップ・バーンズ（Philip Barnes）
- 放射線計測手：ジェイコブ・ビーザー（Jacob Beser） - 広島に原爆投下をエノラ・ゲイにも搭乗。両方の原爆投下任務に従事した唯一の人物。